# Llista de topònims d'Avinyó
Llista de topònims (noms propis de lloc) del municipi d'Avinyó, al Bages
Informació actualitzada per un bot. Els canvis manuals es perdran quan s'actualitzi!

## cementiri
| imatge | Nom                                 | Ubicat a | instància de | Detalls | coordenades                                                         | Protecció | Commons (més fotos) | Dades a WD                    |
| ------ | ----------------------------------- | -------- | ------------ | ------- | ------------------------------------------------------------------- | --------- | ------------------- | ----------------------------- |
|        | cementiri d'Avinyó                  | Avinyó   | cementiri    |         | 41° 51′ 32″ N, 1° 58′ 52″ E / 41.8589976655229°N,1.98099639736703°E |           |                     | Modifica les dades a Wikidata |
|        | cementiri de Santa Eugènia de Relat | Avinyó   | cementiri    |         | 41° 53′ 05″ N, 1° 58′ 42″ E / 41.8848505922169°N,1.97836794615575°E |           |                     | Modifica les dades a Wikidata |

## curs d'aigua
| imatge | Nom              | Ubicat a                                                | instància de | Detalls                                  | coordenades                                                                                               | Protecció | Commons (més fotos) | Dades a WD                    |
| ------ | ---------------- | ------------------------------------------------------- | ------------ | ---------------------------------------- | --- | --------- | ------------------- | ----------------------------- |
|        | Riera Gavarresa  | Osona Bages                                             | curs d'aigua | Desemboca: Llobregat                     | 42° 07′ 18″ N, 2° 05′ 42″ E / 42.121789°N,2.094932°E 41° 46′ 57″ N, 1° 54′ 32″ E / 41.782522°N,1.90877°E  |           | Riera Gavarresa     | Modifica les dades a Wikidata |
|        | riera d'Oló      | Santa Maria d'Oló Avinyó                                | curs d'aigua | Desemboca: Riera Gavarresa               | 41° 54′ 39″ N, 2° 08′ 07″ E / 41.910705°N,2.135354°E 41° 50′ 07″ N, 1° 57′ 58″ E / 41.835315°N,1.966014°E |           |                     | Modifica les dades a Wikidata |
|        | riera de Malrubí | Moià Santa Maria d'Oló Avinyó Artés                     | curs d'aigua | Desemboca: Riera Gavarresa Llarg: 21.5km | 41° 48′ 31″ N, 1° 56′ 25″ E / 41.8085°N,1.94025°E                                                         |           |                     | Modifica les dades a Wikidata |
|        | riera de Relat   | Santa Maria de Merlès Oristà Sant Feliu Sasserra Avinyó | curs d'aigua | Desemboca: Riera Gavarresa               | 41° 59′ 35″ N, 1° 59′ 35″ E / 41.993115°N,1.99316°E 41° 51′ 43″ N, 1° 58′ 38″ E / 41.86204°N,1.977267°E   |           | Riera de Relat      | Modifica les dades a Wikidata |

## entitat singular de població
| imatge | Nom                    | Ubicat a | instància de                                   | Detalls     | coordenades                                                                                          | Protecció | Commons (més fotos) | Dades a WD                    |
| ------ | ---------------------- | -------- | ---------------------------------------------- | ----------- | --- | --------- | ------------------- | ----------------------------- |
|        | Avinyó                 | Avinyó   | entitat singular de població capital municipal | 2170 hab    | 41° 51′ 49″ N, 1° 58′ 15″ E / 41.86367°N,1.97095°E 364 msnm                                          |           |                     | Modifica les dades a Wikidata |
|        | Horta d'Avinyó         | Avinyó   | entitat singular de població                   | 73 hab      | 41° 49′ 20″ N, 1° 57′ 55″ E / 41.822275°N,1.96517778°E 290 msnm                                      |           | Horta d'Avinyó      | Modifica les dades a Wikidata |
|        | Santa Eugènia de Relat | Avinyó   | entitat singular de població                   | 1680 46 hab | 41° 53′ 03″ N, 1° 58′ 49″ E / 41.8842462496632°N,1.9802939530526°E ca:Sta. Eugènia de Relat 395 msnm |           |                     | Modifica les dades a Wikidata |
|        | la Vall d'Urbisol      | Avinyó   | entitat singular de població                   | 22 hab      | 41° 48′ 09″ N, 2° 01′ 13″ E / 41.80239737°N,2.02036813°E 609 msnm                                    |           |                     | Modifica les dades a Wikidata |

## església
| imatge | Nom                         | Ubicat a | instància de     | Detalls                           | coordenades                                                                                | Protecció                                  | Commons (més fotos)         | Dades a WD                    |
| ------ | --------------------------- | -------- | ---------------- | --------------------------------- | ------------------------------------------------------------------------------------------ | ------------------------------------------ | --------------------------- | ----------------------------- |
|        | Sant Joan d'Avinyó          | Avinyó   | església         | Estil: arquitectura romànica 1232 | 41° 51′ 48″ N, 1° 58′ 16″ E / 41.8634°N,1.9712°E ca:Avinyó                                 | bé cultural d'interès local                | Sant Joan d'Avinyó          | Modifica les dades a Wikidata |
|        | Sant Marçal de Relat        | Avinyó   | església         | Estil: barroc                     | 41° 54′ 47″ N, 1° 59′ 39″ E / 41.913025°N,1.99403611°E ca:Sta. Eugènia de Relat            | bé cultural d'interès local                | Sant Marçal de Relat        | Modifica les dades a Wikidata |
|        | Sant Sadurní del Pla        | Avinyó   | església         | Estil: arquitectura romànica 1787 | 41° 50′ 42″ N, 1° 56′ 02″ E / 41.8451°N,1.93378°E ca:Morisco                               | bé cultural d'interès local                | Sant Sadurní del Pla        | Modifica les dades a Wikidata |
|        | Santa Eugènia de Relat      | Avinyó   | església         | Estil: art romànic 1680           | 41° 53′ 05″ N, 1° 58′ 49″ E / 41.884846°N,1.980253°E ca:Sta. Eugènia de Relat              | bé cultural d'interès local                | Santa Eugènia de Relat      | Modifica les dades a Wikidata |
|        | Santa Maria d'Horta         | Avinyó   | església         | Estil: arquitectura romànica      | 41° 49′ 32″ N, 1° 58′ 06″ E / 41.8255°N,1.96829°E                                          | bé cultural d'interès local                | Santa Maria d'Horta         | Modifica les dades a Wikidata |
|        | capella de Freixa           | Avinyó   | església capella | Estil: arquitectura popular       | 41° 48′ 47″ N, 1° 59′ 49″ E / 41.812986°N,1.997033°E                                       | bé integrant del patrimoni cultural català |                             | Modifica les dades a Wikidata |
|        | capella de Vinyés           | Avinyó   | església capella | Estil: arquitectura popular       | 41° 54′ 33″ N, 1° 59′ 28″ E / 41.90925°N,1.991054°E                                        | bé cultural d'interès local                | Capella de Vinyés (Avinyó)  | Modifica les dades a Wikidata |
|        | capella de l'Abadal de Dalt | Avinyó   | església         | 18th century                      | 41° 50′ 09″ N, 1° 58′ 24″ E / 41.835807°N,1.973361°E ca:Prop de la masia l'Abadal 374 msnm | bé cultural d'interès local                | Capella de l'Abadal de Dalt | Modifica les dades a Wikidata |
|        | la Mare de Déu de Núria     | Avinyó   | església capella |                                   | 41° 53′ 29″ N, 1° 59′ 24″ E / 41.8914295458723°N,1.99002786031675°E 420 msnm               |                                            |                             | Modifica les dades a Wikidata |

## granja
| imatge | Nom              | Ubicat a | instància de | Detalls | coordenades                                                         | Protecció | Commons (més fotos) | Dades a WD                    |
| ------ | ---------------- | -------- | ------------ | ------- | ------------------------------------------------------------------- | --------- | ------------------- | ----------------------------- |
|        | Granja Poncic SL | Avinyó   | granja       |         | 41° 51′ 09″ N, 1° 58′ 15″ E / 41.8524124620533°N,1.97075280610988°E |           |                     | Modifica les dades a Wikidata |
|        | Granja de l'Illa | Avinyó   | granja       |         | 41° 49′ 31″ N, 1° 57′ 41″ E / 41.8251898091896°N,1.961278721609°E   |           |                     | Modifica les dades a Wikidata |
|        | Granja del Pi    | Avinyó   | granja       |         | 41° 49′ 06″ N, 1° 58′ 00″ E / 41.8184011368473°N,1.96654170212809°E |           |                     | Modifica les dades a Wikidata |

## masia
| imatge | Nom                                | Ubicat a | instància de | Detalls                                  | coordenades | Protecció                                  | Commons (més fotos)                | Dades a WD                    |
| ------ | ---------------------------------- | -------- | ------------ | ---------------------------------------- | --- | ------------------------------------------ | ---------------------------------- | ----------------------------- |
|        | Ca l'Ermità                        | Avinyó   | masia        | 18th century                             | 41° 49′ 21″ N, 2° 00′ 25″ E / 41.8224239715818°N,2.00701937168305°E ca:Horta d'Avinyó                                                                             |                                            |                                    | Modifica les dades a Wikidata |
|        | Cal Galdirot                       | Avinyó   | masia        |                                          | 41° 50′ 49″ N, 1° 55′ 54″ E / 41.8469931786065°N,1.9316068831692°E ca:Morisco                                                                                     |                                            |                                    | Modifica les dades a Wikidata |
|        | Cal Montsec                        | Avinyó   | masia        | 18th century                             | 41° 48′ 43″ N, 2° 00′ 04″ E / 41.8119°N,2.00103°E ca:Horta d'Avinyó 390 msnm                                                                                      |                                            |                                    | Modifica les dades a Wikidata |
|        | Cal Parenostres                    | Avinyó   | masia        | 19th century                             | 41° 49′ 11″ N, 2° 00′ 53″ E / 41.8196812981621°N,2.01485200810391°E ca:Horta d'Avinyó                                                                             |                                            |                                    | Modifica les dades a Wikidata |
|        | Cal Saragossa                      | Avinyó   | masia        | 18th century                             | 41° 49′ 22″ N, 2° 00′ 22″ E / 41.8228132410277°N,2.00620659817761°E ca:Horta d'Avinyó                                                                             |                                            |                                    | Modifica les dades a Wikidata |
|        | Cal Toni Mas                       | Avinyó   | masia        |                                          | 41° 51′ 59″ N, 1° 59′ 43″ E / 41.86642778°N,1.99526667°E 346 msnm                                                                                                 |                                            |                                    | Modifica les dades a Wikidata |
|        | Cal Tonico                         | Avinyó   | masia        |                                          | 41° 52′ 02″ N, 1° 57′ 11″ E / 41.8672932684133°N,1.95300620905698°E                                                                                               |                                            |                                    | Modifica les dades a Wikidata |
|        | Cal Víctor                         | Avinyó   | masia        |                                          | 41° 51′ 46″ N, 1° 59′ 55″ E / 41.8628101865724°N,1.99870765010529°E                                                                                               |                                            |                                    | Modifica les dades a Wikidata |
|        | Can Garrofí                        | Avinyó   | masia        |                                          | 41° 51′ 37″ N, 1° 56′ 27″ E / 41.8603°N,1.94085°E ca:Avinyó 560 msnm                                                                                              |                                            |                                    | Modifica les dades a Wikidata |
|        | Can Moratones                      | Avinyó   | masia        |                                          | 41° 52′ 13″ N, 1° 58′ 21″ E / 41.8702°N,1.97243°E 366 msnm |                                            |                                    | Modifica les dades a Wikidata |
|        | Can Perès                          | Avinyó   | masia        | Estil: arquitectura popular              | 41° 51′ 47″ N, 1° 58′ 27″ E / 41.8631°N,1.97415°E | bé integrant del patrimoni cultural català | Can Perès (Avinyó)                 | Modifica les dades a Wikidata |
|        | Can Vilalta                        | Avinyó   | masia        | 18th century                             | 41° 51′ 52″ N, 1° 57′ 51″ E / 41.8645045736306°N,1.96430545517871°E ca:Avinyó                                                                                     |                                            |                                    | Modifica les dades a Wikidata |
|        | Capelles                           | Avinyó   | masia        |                                          | 41° 54′ 05″ N, 1° 59′ 08″ E / 41.9014°N,1.98564°E ca:Sta. Eugènia de Relat 440 msnm                                                                               |                                            |                                    | Modifica les dades a Wikidata |
|        | Carboners de Baix                  | Avinyó   | masia        |                                          | 41° 50′ 53″ N, 1° 55′ 40″ E / 41.848°N,1.92779°E ca:Morisco 510 msnm                                                                                              |                                            |                                    | Modifica les dades a Wikidata |
|        | Carboners de Dalt                  | Avinyó   | masia        |                                          | 41° 50′ 52″ N, 1° 55′ 42″ E / 41.84763889°N,1.92844167°E ca:Morisco 510 msnm                                                                                      |                                            |                                    | Modifica les dades a Wikidata |
|        | Guardiola                          | Avinyó   | masia        |                                          | 41° 50′ 09″ N, 1° 56′ 34″ E / 41.835914735594°N,1.9426492649122°E                                                                                                 |                                            |                                    | Modifica les dades a Wikidata |
|        | Hostal de la Grossa                | Avinyó   | masia        | Estil: arquitectura popular              | 41° 48′ 22″ N, 2° 02′ 16″ E / 41.805995°N,2.037892°E ca:Avinyó | bé integrant del patrimoni cultural català | Hostal de la Grossa                | Modifica les dades a Wikidata |
|        | Mas Roqueta                        | Avinyó   | masia        | Estil: arquitectura popular              | 41° 49′ 06″ N, 1° 58′ 40″ E / 41.8183°N,1.97782°E ca:Horta d'Avinyó                                                                                               | bé cultural d'interès local                | Mas Roqueta                        | Modifica les dades a Wikidata |
|        | Mas Verdaguer                      | Avinyó   | masia        | Estil: arquitectura popular              | 41° 51′ 47″ N, 1° 58′ 16″ E / 41.8631°N,1.9711°E | bé cultural d'interès local                | Cal Verdaguer                      | Modifica les dades a Wikidata |
|        | Mas Vilapúdua                      | Avinyó   | masia        | Estil: arquitectura popular              | 41° 53′ 30″ N, 1° 59′ 22″ E / 41.891619°N,1.989391°E | bé integrant del patrimoni cultural català | Mas Vilapúdua                      | Modifica les dades a Wikidata |
|        | Mas el Pla                         | Avinyó   | masia        |                                          | 41° 48′ 36″ N, 1° 59′ 32″ E / 41.810007°N,1.992132°E | bé cultural d'interès local                | El Pla (Avinyó)                    | Modifica les dades a Wikidata |
|        | Mas l'Alzina                       | Avinyó   | masia        | Estil: arquitectura popular              | 41° 49′ 24″ N, 1° 58′ 38″ E / 41.823456°N,1.97711°E | bé cultural d'interès local                | Mas l'Alzina                       | Modifica les dades a Wikidata |
|        | Mas la Guardiola                   | Avinyó   | masia        |                                          | 41° 50′ 08″ N, 1° 56′ 39″ E / 41.835623°N,1.94417°E | bé cultural d'interès local                | La Guardiola (Avinyó)              | Modifica les dades a Wikidata |
|        | Mas la Travera                     | Avinyó   | masia        |                                          | 41° 48′ 38″ N, 2° 00′ 04″ E / 41.810662°N,2.001126°E | bé cultural d'interès local                | La Travera (Avinyó)                | Modifica les dades a Wikidata |
|        | Masia Vilaseca d'Horta             | Avinyó   | masia        | Estil: arquitectura modernista           | 41° 50′ 01″ N, 1° 58′ 36″ E / 41.833611111111°N,1.9766666666667°E 41° 50′ 01″ N, 1° 58′ 36″ E / 41.833684°N,1.976767°E ca:Carretera d'Artés a Sant Feliu Sasserra | bé integrant del patrimoni cultural català | Masia Vilaseca d'Horta (Avinyó)    | Modifica les dades a Wikidata |
|        | Masia la Vall de la Gavarresa      | Avinyó   | masia        | Estil: arquitectura popular              | 41° 52′ 52″ N, 1° 59′ 58″ E / 41.881142°N,1.999391°E | bé integrant del patrimoni cultural català | Masia la Vall de la Gavarresa      | Modifica les dades a Wikidata |
|        | Masia les Esglésies de Santa Maria | Avinyó   | masia        | Estil: arquitectura popular              | 41° 53′ 05″ N, 1° 58′ 50″ E / 41.8846°N,1.98044°E | bé integrant del patrimoni cultural català | Masia les Esglésies de Santa Maria | Modifica les dades a Wikidata |
|        | Oliveres                           | Avinyó   | masia        |                                          | 41° 49′ 12″ N, 1° 59′ 41″ E / 41.8199379953733°N,1.99458368544621°E                                                                                               |                                            |                                    | Modifica les dades a Wikidata |
|        | Relat                              | Avinyó   | masia        |                                          | 41° 52′ 41″ N, 1° 58′ 51″ E / 41.8781082932891°N,1.98081334756759°E ca:Sta. Eugènia de Relat                                                                      |                                            |                                    | Modifica les dades a Wikidata |
|        | Solergibert                        | Avinyó   | masia        |                                          | 41° 48′ 47″ N, 2° 00′ 33″ E / 41.813091062302°N,2.0092404930268°E                                                                                                 |                                            |                                    | Modifica les dades a Wikidata |
|        | Torcó de Baix                      | Avinyó   | masia        |                                          | 41° 49′ 46″ N, 1° 59′ 42″ E / 41.8293188891637°N,1.99513535783686°E                                                                                               |                                            |                                    | Modifica les dades a Wikidata |
|        | Torcó de Dalt                      | Avinyó   | masia        |                                          | 41° 49′ 52″ N, 1° 59′ 40″ E / 41.830976497362°N,1.9945136104675°E                                                                                                 |                                            |                                    | Modifica les dades a Wikidata |
|        | Torre del Muntanyola               | Avinyó   | masia        |                                          | 41° 49′ 39″ N, 1° 59′ 39″ E / 41.827527359275°N,1.99420001223441°E ca:Horta d'Avinyó                                                                              |                                            |                                    | Modifica les dades a Wikidata |
|        | Vilagonella                        | Avinyó   | masia        | 18th century                             | 41° 48′ 47″ N, 2° 01′ 45″ E / 41.8130388094256°N,2.02913616057361°E ca:Avinyó                                                                                     |                                            |                                    | Modifica les dades a Wikidata |
|        | Vilanova                           | Avinyó   | masia        |                                          | 41° 54′ 00″ N, 1° 58′ 10″ E / 41.900104220859°N,1.9693186552962°E                                                                                                 |                                            |                                    | Modifica les dades a Wikidata |
|        | Vilapúdua de Dalt                  | Avinyó   | masia        |                                          | 41° 53′ 33″ N, 1° 59′ 32″ E / 41.8925293653049°N,1.99219235360727°E                                                                                               |                                            |                                    | Modifica les dades a Wikidata |
|        | el Barraquer                       | Avinyó   | masia        |                                          | 41° 55′ 18″ N, 2° 00′ 15″ E / 41.9217°N,2.00417°E ca:Sta. Eugènia de Relat 483 msnm                                                                               |                                            |                                    | Modifica les dades a Wikidata |
|        | el Berenguer                       | Avinyó   | masia        | Estil: arquitectura popular 16th century | 41° 48′ 41″ N, 2° 01′ 06″ E / 41.811413°N,2.018306°E ca:Horta d'Avinyó                                                                                            | bé integrant del patrimoni cultural català | El Berenguer                       | Modifica les dades a Wikidata |
|        | el Borró                           | Avinyó   | masia        |                                          | 41° 54′ 21″ N, 2° 00′ 20″ E / 41.9058°N,2.00567°E 525 msnm |                                            |                                    | Modifica les dades a Wikidata |
|        | el Cellers                         | Avinyó   | masia        |                                          | 41° 48′ 47″ N, 2° 01′ 54″ E / 41.8131145886215°N,2.03171144059345°E ca:Avinyó                                                                                     |                                            |                                    | Modifica les dades a Wikidata |
|        | el Ferrer Lletger                  | Avinyó   | masia        |                                          | 41° 53′ 05″ N, 1° 59′ 51″ E / 41.8846223859031°N,1.99743906217616°E                                                                                               |                                            |                                    | Modifica les dades a Wikidata |
|        | el Freixe                          | Avinyó   | masia        | 17th century                             | 41° 48′ 46″ N, 1° 59′ 50″ E / 41.81286389°N,1.99724444°E ca:Horta d'Avinyó 395 msnm                                                                               |                                            |                                    | Modifica les dades a Wikidata |
|        | el Morisco                         | Avinyó   | masia        |                                          | 41° 51′ 02″ N, 1° 56′ 10″ E / 41.8505066667°N,1.93607083333°E ca:Morisco 565 msnm                                                                                 |                                            |                                    | Modifica les dades a Wikidata |
|        | el Pla                             | Avinyó   | masia        |                                          | 41° 48′ 36″ N, 1° 59′ 32″ E / 41.8098754795899°N,1.99230923299051°E ca:Horta d'Avinyó                                                                             |                                            |                                    | Modifica les dades a Wikidata |
|        | el Soler                           | Avinyó   | masia        |                                          | 41° 50′ 36″ N, 1° 57′ 42″ E / 41.843294779344°N,1.9617995583702°E                                                                                                 |                                            |                                    | Modifica les dades a Wikidata |
|        | el Vinyers                         | Avinyó   | masia        | Estil: arquitectura popular 18th century | 41° 54′ 34″ N, 1° 59′ 27″ E / 41.909429°N,1.990907°E ca:Sta. Eugènia de Relat                                                                                     | bé integrant del patrimoni cultural català | Mas el Vinyés (Avinyó)             | Modifica les dades a Wikidata |
|        | els Andreus                        | Avinyó   | masia        | 1761                                     | 41° 54′ 14″ N, 2° 00′ 20″ E / 41.904025275673°N,2.0054244978729°E ca:Sta. Eugènia de Relat                                                                        |                                            |                                    | Modifica les dades a Wikidata |
|        | els Pujols                         | Avinyó   | masia        | 17th century                             | 41° 52′ 00″ N, 1° 57′ 19″ E / 41.866653993394°N,1.9553970423272°E ca:Avinyó                                                                                       |                                            |                                    | Modifica les dades a Wikidata |
|        | els Torrents                       | Avinyó   | masia        |                                          | 41° 52′ 58″ N, 1° 58′ 35″ E / 41.8826447843745°N,1.97643854795973°E ca:Sta. Eugènia de Relat                                                                      |                                            |                                    | Modifica les dades a Wikidata |
|        | l'Abadal d'Avinyó                  | Avinyó   | masia        | Estil: arquitectura popular 17th century | 41° 50′ 04″ N, 1° 58′ 04″ E / 41.8344°N,1.9678°E ca:Horta d'Avinyó, ctra. d'Avinyó a Artés, km 49 a mà dreta.                                                     | bé cultural d'interès local                | L'Abadal d'Avinyó                  | Modifica les dades a Wikidata |
|        | l'Hortolana                        | Avinyó   | masia        |                                          | 41° 49′ 37″ N, 1° 58′ 10″ E / 41.8269743841692°N,1.96941430594955°E                                                                                               |                                            |                                    | Modifica les dades a Wikidata |
|        | l'Illa                             | Avinyó   | masia        | 18th century                             | 41° 49′ 41″ N, 1° 57′ 42″ E / 41.8280855688574°N,1.96178584700896°E ca:Horta d'Avinyó                                                                             |                                            |                                    | Modifica les dades a Wikidata |
|        | l'Oliva                            | Avinyó   | masia        | 1677                                     | 41° 52′ 58″ N, 1° 59′ 21″ E / 41.8828645135245°N,1.98904188900754°E ca:Sta. Eugènia de Relat                                                                      |                                            |                                    | Modifica les dades a Wikidata |
|        | la Casa Nova de Torroella          | Avinyó   | masia        |                                          | 41° 54′ 06″ N, 2° 00′ 35″ E / 41.9016785184926°N,2.00960199621969°E                                                                                               |                                            |                                    | Modifica les dades a Wikidata |
|        | la Casa Nova del Morisco           | Avinyó   | masia        |                                          | 41° 51′ 11″ N, 1° 56′ 20″ E / 41.852991449288°N,1.9387540274873°E                                                                                                 |                                            |                                    | Modifica les dades a Wikidata |
|        | la Caseta                          | Avinyó   | masia        |                                          | 41° 49′ 31″ N, 1° 58′ 03″ E / 41.825298992432°N,1.96739410082589°E                                                                                                |                                            |                                    | Modifica les dades a Wikidata |
|        | la Caseta d'en Ponça               | Avinyó   | masia        |                                          | 41° 48′ 10″ N, 2° 01′ 13″ E / 41.8027598710169°N,2.02039569773506°E                                                                                               |                                            |                                    | Modifica les dades a Wikidata |
|        | la Caseta de la Rovira             | Avinyó   | masia        | 17th century                             | 41° 55′ 24″ N, 1° 59′ 59″ E / 41.9233256693709°N,1.99969158256718°E ca:Sta. Eugènia de Relat                                                                      |                                            |                                    | Modifica les dades a Wikidata |
|        | la Garriga                         | Avinyó   | masia        |                                          | 41° 51′ 21″ N, 1° 55′ 53″ E / 41.8559345768693°N,1.93136168940599°E ca:Morisco                                                                                    |                                            |                                    | Modifica les dades a Wikidata |
|        | la Manola                          | Avinyó   | masia        |                                          | 41° 50′ 31″ N, 2° 01′ 20″ E / 41.8419818985898°N,2.02220659949498°E                                                                                               |                                            |                                    | Modifica les dades a Wikidata |
|        | la Manola                          | Avinyó   | masia        |                                          | 41° 50′ 08″ N, 1° 59′ 09″ E / 41.8356777275619°N,1.98591889867076°E ca:Horta d'Avinyó                                                                             |                                            |                                    | Modifica les dades a Wikidata |
|        | la Muntada                         | Avinyó   | masia        |                                          | 41° 51′ 30″ N, 1° 56′ 54″ E / 41.8582175135886°N,1.94840744198053°E ca:Avinyó                                                                                     |                                            |                                    | Modifica les dades a Wikidata |
|        | la Pineda                          | Avinyó   | masia        |                                          | 41° 51′ 33″ N, 1° 56′ 02″ E / 41.85925049755°N,1.933831390067°E                                                                                                   |                                            |                                    | Modifica les dades a Wikidata |
|        | la Pineda (Avinyó)                 | Avinyó   | masia        |                                          | 41° 51′ 35″ N, 1° 55′ 58″ E / 41.85965111111111°N,1.9328480555555556°E                                                                                            |                                            |                                    | Modifica les dades a Wikidata |
|        | la Portella                        | Avinyó   | masia        | Estil: arquitectura popular 17th century | 41° 53′ 08″ N, 1° 57′ 19″ E / 41.885541°N,1.955389°E ca:Ctra. Avinyó-Balsareny, km 32,5 al peu de la carretera 437 msnm                                           | bé cultural d'interès local                | Mas la Portella (Avinyó)           | Modifica les dades a Wikidata |
|        | la Posa                            | Avinyó   | masia        | Estat: ruïnós                            | 41° 52′ 35″ N, 2° 00′ 09″ E / 41.876444°N,2.002371°E ca:Avinyó 365 msnm                                                                                           |                                            | La Posa (Avinyó)                   | Modifica les dades a Wikidata |
|        | la Roca de Sant Marçal             | Avinyó   | masia        |                                          | 41° 54′ 18″ N, 1° 59′ 46″ E / 41.905048°N,1.996218°E 436 msnm |                                            | La Roca (Avinyó)                   | Modifica les dades a Wikidata |
|        | la Rovira                          | Avinyó   | masia        | Estil: arquitectura popular 16th century | 41° 54′ 59″ N, 1° 59′ 38″ E / 41.916461°N,1.993762°E ca:Sta. Eugènia de Relat, la Rovira de Sant Marçal 440 msnm                                                  | bé cultural d'interès local                | Mas la Rovira (Avinyó)             | Modifica les dades a Wikidata |
|        | la Torre                           | Avinyó   | masia        |                                          | 41° 51′ 09″ N, 1° 57′ 09″ E / 41.8524542659837°N,1.95246522278031°E ca:Avinyó                                                                                     |                                            |                                    | Modifica les dades a Wikidata |
|        | la Verdegueria                     | Avinyó   | masia        | 1577                                     | 41° 51′ 50″ N, 1° 58′ 30″ E / 41.8638524597296°N,1.97494307325518°E ca:Avinyó                                                                                     |                                            |                                    | Modifica les dades a Wikidata |
|        | la Xeuxè                           | Avinyó   | masia        | 20th century                             | 41° 53′ 55″ N, 1° 59′ 00″ E / 41.8985496453452°N,1.98342987029969°E ca:Sta. Eugènia de Relat                                                                      |                                            |                                    | Modifica les dades a Wikidata |
|        | les Cases de Relat                 | Avinyó   | masia        |                                          | 41° 52′ 55″ N, 1° 58′ 49″ E / 41.8818325824012°N,1.98030822835775°E                                                                                               |                                            |                                    | Modifica les dades a Wikidata |
|        | les Casetes de Relat               | Avinyó   | masia        |                                          | 41° 52′ 55″ N, 1° 58′ 46″ E / 41.8819061376384°N,1.97946340095882°E ca:Sta. Eugènia de Relat                                                                      |                                            |                                    | Modifica les dades a Wikidata |
|        | les Planes                         | Avinyó   | masia        |                                          | 41° 54′ 21″ N, 1° 59′ 09″ E / 41.9057937256961°N,1.98577452719275°E ca:Sta. Eugènia de Relat                                                                      |                                            |                                    | Modifica les dades a Wikidata |

## molí d'aigua
| imatge | Nom                   | Ubicat a | instància de | Detalls | coordenades | Protecció                   | Commons (més fotos)     | Dades a WD                    |
| ------ | --------------------- | -------- | ------------ | ------- | --- | --------------------------- | ----------------------- | ----------------------------- |
|        | Molí de Cal Verdeguer | Avinyó   | molí d'aigua |         | 41° 51′ 13″ N, 1° 58′ 08″ E / 41.8536380327305°N,1.96881769259091°E                                                     |                             |                         | Modifica les dades a Wikidata |
|        | Molí de la Riera      | Avinyó   | molí d'aigua |         | 41° 54′ 47″ N, 1° 59′ 36″ E / 41.9129494073511°N,1.99343871651064°E                                                     |                             |                         | Modifica les dades a Wikidata |
|        | Molí del Vinyers      | Avinyó   | molí d'aigua |         | 41° 54′ 13″ N, 1° 59′ 37″ E / 41.903637380841°N,1.99353677497715°E 41° 54′ 13″ N, 1° 59′ 36″ E / 41.903533°N,1.993326°E | bé cultural d'interès local | Molí de Vinyés (Avinyó) | Modifica les dades a Wikidata |
|        | Molí dels Clapers     | Avinyó   | molí d'aigua |         | 41° 48′ 48″ N, 2° 01′ 26″ E / 41.8134165700752°N,2.02376087346093°E                                                     |                             |                         | Modifica les dades a Wikidata |

## muntanya
| imatge | Nom                   | Ubicat a | instància de | Detalls | coordenades                                                  | Protecció | Commons (més fotos) | Dades a WD                    |
| ------ | --------------------- | -------- | ------------ | ------- | ------------------------------------------------------------ | --------- | ------------------- | ----------------------------- |
|        | Sant Sadurní          | Avinyó   | muntanya     |         | 41° 50′ 43″ N, 1° 56′ 02″ E / 41.8452°N,1.93395°E 579.1 msnm |           |                     | Modifica les dades a Wikidata |
|        | Serrat de Puig d'Ases | Avinyó   | muntanya     |         | 41° 51′ 12″ N, 1° 57′ 31″ E / 41.8534°N,1.95851°E            |           |                     | Modifica les dades a Wikidata |
|        | el Garrofí            | Avinyó   | muntanya     |         | 41° 51′ 41″ N, 1° 56′ 19″ E / 41.861259°N,1.93872°E 617 msnm |           | El Garrofí          | Modifica les dades a Wikidata |

## nucli de població
| imatge | Nom                     | Ubicat a | instància de      | Detalls | coordenades                                                         | Protecció | Commons (més fotos) | Dades a WD                    |
| ------ | ----------------------- | -------- | ----------------- | ------- | ------------------------------------------------------------------- | --------- | ------------------- | ----------------------------- |
|        | Caseta d'en Ponça       | Avinyó   | nucli de població |         | 41° 48′ 10″ N, 2° 01′ 13″ E / 41.8027503521255°N,2.02033565562533°E |           |                     | Modifica les dades a Wikidata |
|        | Urbisol                 | Avinyó   | nucli de població |         | 41° 48′ 33″ N, 2° 01′ 01″ E / 41.8091162896778°N,2.0169521222627°E  |           |                     | Modifica les dades a Wikidata |
|        | el Carrer de Sant Jaume | Avinyó   | nucli de població |         | 41° 49′ 48″ N, 1° 58′ 31″ E / 41.829905679602°N,1.975262562494°E    |           |                     | Modifica les dades a Wikidata |
|        | el Carrer de Torcó      | Avinyó   | nucli de població |         | 41° 49′ 32″ N, 1° 59′ 36″ E / 41.825562674583°N,1.9933941743637°E   |           |                     | Modifica les dades a Wikidata |

## polígon industrial
| imatge | Nom                                     | Ubicat a | instància de       | Detalls | coordenades                                                         | Protecció | Commons (més fotos) | Dades a WD                    |
| ------ | --------------------------------------- | -------- | ------------------ | ------- | ------------------------------------------------------------------- | --------- | ------------------- | ----------------------------- |
|        | Polígon industrial El Poncic            | Avinyó   | polígon industrial |         | 41° 51′ 17″ N, 1° 58′ 20″ E / 41.8547302609095°N,1.97210106482585°E |           |                     | Modifica les dades a Wikidata |
|        | Polígon industrial El Soler             | Avinyó   | polígon industrial |         | 41° 50′ 42″ N, 1° 57′ 52″ E / 41.8448809972139°N,1.96453770791928°E |           |                     | Modifica les dades a Wikidata |
|        | Polígon industrial El Torrent del Soler | Avinyó   | polígon industrial |         | 41° 50′ 52″ N, 1° 57′ 53″ E / 41.8476395921607°N,1.96481845832373°E |           |                     | Modifica les dades a Wikidata |
|        | Polígon industrial Eurofil              | Avinyó   | polígon industrial |         | 41° 51′ 36″ N, 1° 58′ 48″ E / 41.8598975909099°N,1.97989777816147°E |           |                     | Modifica les dades a Wikidata |
|        | Polígon industrial La Mallola           | Avinyó   | polígon industrial |         | 41° 51′ 31″ N, 1° 58′ 42″ E / 41.8586768316069°N,1.97833890732841°E |           |                     | Modifica les dades a Wikidata |
|        | Polígon industrial Molí de la Barnola   | Avinyó   | polígon industrial |         | 41° 51′ 22″ N, 1° 58′ 27″ E / 41.8561365932286°N,1.97425912561623°E |           |                     | Modifica les dades a Wikidata |

## pont
| imatge | Nom                            | Ubicat a | instància de            | Detalls                                                                                  | coordenades                                                                           | Protecció                   | Commons (més fotos) | Dades a WD                    |
| ------ | ------------------------------ | -------- | ----------------------- | ---------------------------------------------------------------------------------------- | ------------------------------------------------------------------------------------- | --------------------------- | ------------------- | ----------------------------- |
|        | Pont Nou                       | Avinyó   | pont                    | 1940 1897 Travessa: Riera Gavarresa Hi passa: BP-4313 Estat: bon estat Llum: 12m         | 41° 51′ 34″ N, 1° 58′ 39″ E / 41.85952°N,1.9774°E ca:Avinyó                           |                             |                     | Modifica les dades a Wikidata |
|        | Pont d'Avinyó                  | Avinyó   | pont pont d'estil gòtic | Estil: arquitectura gòtica Travessa: riera de Relat Llarg: 38.59m Llum: 8.6m Ample: 1.2m | 41° 51′ 44″ N, 1° 58′ 32″ E / 41.862244444444°N,1.9755638888889°E                     | bé cultural d'interès local | Pont vell d'Avinyó  | Modifica les dades a Wikidata |
|        | Pont de Cal Xopa               | Avinyó   | pont                    | 1940 Estat: bon estat                                                                    | 41° 52′ 10″ N, 1° 58′ 16″ E / 41.86932°N,1.97125°E ca:Avinyó                          |                             |                     | Modifica les dades a Wikidata |
|        | Pont de Can Serra              | Avinyó   | pont                    | 1940 Estat: bon estat                                                                    | 41° 52′ 14″ N, 1° 58′ 11″ E / 41.8706°N,1.96977°E ca:Avinyó                           |                             |                     | Modifica les dades a Wikidata |
|        | Pont de La Portella            | Avinyó   | pont                    | 1940 Estat: bon estat                                                                    | 41° 52′ 57″ N, 1° 57′ 31″ E / 41.88258°N,1.95854°E ca:Avinyó                          |                             |                     | Modifica les dades a Wikidata |
|        | Pont de Rosses                 | Avinyó   | pont                    | 1940 Estat: bon estat                                                                    | 41° 53′ 33″ N, 1° 59′ 07″ E / 41.89259°N,1.98532°E ca:Sta. Eugènia de Relat           |                             |                     | Modifica les dades a Wikidata |
|        | Pont de Santa Eugènia de Relat | Avinyó   | pont                    | 1940 Estat: bon estat                                                                    | 41° 53′ 10″ N, 1° 58′ 57″ E / 41.88614°N,1.98257°E ca:Sta. Eugènia de Relat           |                             |                     | Modifica les dades a Wikidata |
|        | Pont de l'Abadal               | Avinyó   | pont                    | 1940 Travessa: riera d'Oló Hi passa: B-431                                               | 41° 50′ 02″ N, 1° 58′ 07″ E / 41.8337582423481°N,1.96860697263166°E ca:Horta d'Avinyó |                             |                     | Modifica les dades a Wikidata |
|        | Pont de la Casa Nova           | Avinyó   | pont                    | 1940 Estat: bon estat                                                                    | 41° 52′ 24″ N, 1° 58′ 02″ E / 41.87326°N,1.96729°E ca:Avinyó                          |                             |                     | Modifica les dades a Wikidata |
|        | Pont del Relat 1               | Avinyó   | pont                    | 1940 Estat: bon estat                                                                    | 41° 52′ 28″ N, 1° 58′ 30″ E / 41.87434°N,1.97491°E ca:Sta. Eugènia de Relat           |                             |                     | Modifica les dades a Wikidata |
|        | Pont del Relat 2               | Avinyó   | pont                    | 1940 Estat: bon estat                                                                    | 41° 52′ 32″ N, 1° 58′ 34″ E / 41.87545°N,1.97612°E ca:Sta. Eugènia de Relat           |                             |                     | Modifica les dades a Wikidata |
|        | Pont del Relat 3               | Avinyó   | pont                    | 1940 Estat: bon estat                                                                    | 41° 52′ 43″ N, 1° 58′ 47″ E / 41.87872°N,1.97961°E ca:Sta. Eugènia de Relat           |                             |                     | Modifica les dades a Wikidata |
|        | Pont del Solernou              | Avinyó   | pont                    | 1940 Estat: bon estat                                                                    | 41° 49′ 11″ N, 2° 00′ 39″ E / 41.81973°N,2.01079°E ca:Horta d'Avinyó                  |                             |                     | Modifica les dades a Wikidata |
|        | Pont del Torrent de la Bena    | Avinyó   | pont                    | 1940 Estat: bon estat                                                                    | 41° 52′ 24″ N, 1° 58′ 04″ E / 41.87343°N,1.96773°E ca:Avinyó                          |                             |                     | Modifica les dades a Wikidata |
|        | Pont del Vinyers               | Avinyó   | pont                    | 1940 Travessa: riera de Relat Hi passa: B-431 Estat: bon estat                           | 41° 54′ 17″ N, 1° 59′ 29″ E / 41.9047991099242°N,1.99146891191664°E                   |                             |                     | Modifica les dades a Wikidata |

## serra
| imatge | Nom                         | Ubicat a                     | instància de | Detalls | coordenades                                                         | Protecció | Commons (més fotos) | Dades a WD                    |
| ------ | --------------------------- | ---------------------------- | ------------ | ------- | ------------------------------------------------------------------- | --------- | ------------------- | ----------------------------- |
|        | Carena de l'Obaga           | Avinyó Santa Maria de Merlès | serra        |         | 41° 55′ 30″ N, 1° 59′ 01″ E / 41.92503333°N,1.98362194°E 553.6 msnm |           |                     | Modifica les dades a Wikidata |
|        | Carena del Morral           | Avinyó Sallent               | serra        |         | 41° 52′ 46″ N, 1° 56′ 32″ E / 41.87951667°N,1.94217222°E 565 msnm   |           |                     | Modifica les dades a Wikidata |
|        | Serrat Garrofí              | Avinyó                       | serra        |         | 41° 51′ 32″ N, 1° 56′ 22″ E / 41.858764°N,1.939522°E                |           |                     | Modifica les dades a Wikidata |
|        | serra de Torcó              | Avinyó Santa Maria d'Oló     | serra        |         | 41° 49′ 46″ N, 2° 00′ 12″ E / 41.8295°N,2.0033°E 584.5 msnm         |           |                     | Modifica les dades a Wikidata |
|        | serra de la Garrigota       | Avinyó Sallent               | serra        |         | 41° 51′ 13″ N, 1° 54′ 46″ E / 41.85353611°N,1.91290278°E 503.7 msnm |           |                     | Modifica les dades a Wikidata |
|        | serra del Tomàs             | Avinyó Santa Maria d'Oló     | serra        |         | 41° 50′ 41″ N, 1° 58′ 28″ E / 41.8448°N,1.97445°E 422.2 msnm        |           |                     | Modifica les dades a Wikidata |
|        | serrat Ferrer               | Avinyó                       | serra        |         | 41° 52′ 24″ N, 1° 57′ 35″ E / 41.8732°N,1.95962°E 530.6 msnm        |           |                     | Modifica les dades a Wikidata |
|        | serrat de Viranes           | Avinyó Gaià Sallent          | serra        |         | 41° 54′ 23″ N, 1° 57′ 39″ E / 41.9065°N,1.96071°E 636.2 msnm        |           |                     | Modifica les dades a Wikidata |
|        | serrat de la Manola         | Avinyó Santa Maria d'Oló     | serra        |         | 41° 50′ 21″ N, 1° 59′ 22″ E / 41.83918611°N,1.98954444°E 500.2 msnm |           |                     | Modifica les dades a Wikidata |
|        | serrat de la Pineda         | Avinyó                       | serra        |         | 41° 51′ 32″ N, 1° 56′ 22″ E / 41.8588°N,1.93952°E 617.2 msnm        |           |                     | Modifica les dades a Wikidata |
|        | serrat de les Esglésies     | Avinyó                       | serra        |         | 41° 53′ 40″ N, 1° 58′ 11″ E / 41.8944°N,1.96985°E 536.1 msnm        |           |                     | Modifica les dades a Wikidata |
|        | serrat del Coll de Comadoms | Avinyó Gaià                  | serra        |         | 41° 54′ 40″ N, 1° 58′ 31″ E / 41.9112°N,1.9752°E 567 msnm           |           |                     | Modifica les dades a Wikidata |

## Misc
| imatge | Nom                         | Ubicat a | instància de               | Detalls                                          | coordenades                                                                          | Protecció                                            | Commons (més fotos)         | Dades a WD                    |
| ------ | --------------------------- | -------- | -------------------------- | ------------------------------------------------ | ------------------------------------------------------------------------------------ | ---------------------------------------------------- | --------------------------- | ----------------------------- |
|        | Aqüeducte del rec del Rial  | Avinyó   | aqüeducte pont             |                                                  | 41° 49′ 22″ N, 1° 57′ 55″ E / 41.82285°N,1.96541°E ca:Horta d'Avinyó                 |                                                      |                             | Modifica les dades a Wikidata |
|        | Pedrera de la Roca          | Avinyó   | pedrera                    |                                                  | 41° 54′ 51″ N, 2° 00′ 26″ E / 41.9143029238307°N,2.00717603478161°E                  |                                                      |                             | Modifica les dades a Wikidata |
|        | Plaça Major                 | Avinyó   | plaça                      | Estil: arquitectura popular                      | 41° 51′ 49″ N, 1° 58′ 16″ E / 41.8637°N,1.97119°E                                    | bé integrant del patrimoni cultural català           | Plaça Major (Avinyó)        | Modifica les dades a Wikidata |
|        | Pou de gel d'Horta d'Avinyó | Avinyó   | pou de neu                 | Estil: arquitectura popular                      | 41° 49′ 22″ N, 1° 57′ 58″ E / 41.82285°N,1.96599°E                                   | bé integrant del patrimoni cultural català           | Pou de gel d'Horta d'Avinyó | Modifica les dades a Wikidata |
|        | Sant Sadurní                | Avinyó   | vèrtex geodèsic            | Alt: 1.2m                                        | 41° 50′ 42″ N, 1° 56′ 03″ E / 41.844979°N,1.934149°E 580.083 msnm                    |                                                      |                             | Modifica les dades a Wikidata |
|        | Torre de Ca l'Abadal        | Avinyó   | casa                       | Estil: modernisme català arquitectura modernista | 41° 51′ 48″ N, 1° 58′ 18″ E / 41.8632°N,1.97157°E                                    | bé cultural d'interès local                          | Torre de l'Abadal           | Modifica les dades a Wikidata |
|        | Torre dels Soldats          | Avinyó   | torre de telegrafia òptica | 1851                                             | 41° 52′ 18″ N, 1° 58′ 59″ E / 41.871619444444°N,1.9829305555556°E ca:Avinyó 474 msnm | bé d'interès cultural bé cultural d'interès nacional | Torre dels Soldats          | Modifica les dades a Wikidata |
|        | casa consistorial d'Avinyó  | Avinyó   | casa consistorial          |                                                  | 41° 51′ 50″ N, 1° 58′ 16″ E / 41.863829°N,1.9710024°E                                |                                                      |                             | Modifica les dades a Wikidata |
|        | creu de terme de Relat      | Avinyó   | creu de terme              |                                                  | 41° 52′ 46″ N, 1° 58′ 51″ E / 41.87936549957993°N,1.9807724154472013°E               |                                                      |                             | Modifica les dades a Wikidata |
|        | font de Sant Jaume          | Avinyó   | font                       |                                                  | 41° 49′ 52″ N, 1° 58′ 32″ E / 41.831174°N,1.975606°E ca:Horta d'Avinyó               |                                                      | Font de Sant Jaume          | Modifica les dades a Wikidata |